# Jerzy Lutowski
Jerzy Lutowski (ur. 23 czerwca 1918 lub 1923 we Lwowie, zm. 3 stycznia 1985 w Paryżu) – polski prozaik, autor sztuk scenicznych oraz scenarzysta filmowy.

## Życiorys
W 1938 rozpoczął studia medyczne na Uniwersytecie Jana Kazimierza we Lwowie. We wrześniu 1939 walczył jako ochotnik w obronie Lwowa, a następnie służył w szpitalu wojskowym. Od 1941 pracował fizycznie: w warsztatach samochodowych we Lwowie, jako robotnik kolejowy na Dworcu Zachodnim w Warszawie. Po przeniesieniu do Warszawy służył w Armii Krajowej. Brał udział w powstaniu warszawskim, w kompanii sanitarnej Batalionu „Kiliński”. Studia dokończył na Wydziale Lekarskim UMCS (1945–1949). Debiutował na łamach gazety „Rzeczpospolita” (Lublin) jako publicysta. W latach 1957–1963 był kierownikiem artystycznym Wytwórni Filmowej „Czołówka”. Od 1966 był starszym asystentem Akademii Medycznej (Warszawa). Był przewodniczącym Unii Polskich Pisarzy Medyków i wiceprezesem Światowej Unii Pisarzy Lekarzy.

## Twórczość
Proza:
- Próba sił (1950)
- Wzgórze 35 (1951)
- Drzwi pancerne „B” (1952)
- Kret (1954)
- Ostry dyżur (1956)
- Szkoła dobroczyńców (1957–1965)
- Ostatni po Bogu (1968)

Utwory sceniczne:
- Sprawa rodzinna (1952)
- Ostry dyżur (1955)
- Czarna Mańka (1959; współaut. Jerzy Waldorff, muz. Zbigniew Turski)
- Okulary (1961)

Scenariusze filmowe:
- Cena barykady (1958; niezrealizowany, opublikowany w tym samym roku, w tomie pod tym samym tytułem)
- Pociąg (1959; współaut. Jerzy Kawalerowicz)
- Rodzina Milcarków (1962; adaptacja sztuki Jerzego Lutowskiego Wzgórze 35)
- Czerwone berety (1962; adaptacja opowiadania Albina Siekierskiego Pół godziny przyjaźni)
- Ostatni po Bogu (1968)
- Pan Wołodyjowski / Przygody pana Michała (1969; współaut. Jerzy Hoffman, adaptacja powieści Henryka Sienkiewicza Pan Wołodyjowski)

Varia:
- tekst do piosenki W stepie szerokim (Pieśń o Małym Rycerzu) (1969; muz. Wojciech Kilar)
- Teatrzyk „Ildeforma” (1971; cykl miniatury satyrycznych w „Polityce”)

## Odznaczenia i nagrody
- 1952 – Nagroda Filmu Polskiego za scenariusz Drzwi pancerne „B”
- 1956 – Krzyż Kawalerski Orderu Odrodzenia Polski
- 1968 – Nagroda Ministra Kultury i Sztuki
- 1969 – zespołowa nagroda III stopnia Ministra Obrony Narodowej za film Ostatni po Bogu
- 1972 – Złota Odznaka Związku Zawodowego Pracowników Służby Zdrowia
- b.d., po 1981 – Warszawski Krzyż Powstańczy